# Wilf Low
Wilfred Lawson Low (Aberdeen, 8 dicembre 1885 – Newcastle upon Tyne, 30 aprile 1933) è stato un calciatore scozzese, di ruolo difensore e centrocampista.

## Biografia
Era fratello di John e Harry Low, anche loro calciatori: anche il figlio Norman è stato un calciatore.
Durante la prima guerra mondiale servì con il grado di sergente nei Royal Engineers.
Low è morto nel 1933 a causa di un incidente automobilistico.

## Carriera

### Club
Di ruolo mediano, dopo aver giocato nell'Abergeldie, nel maggio 1904 passa al Montrose, che lascerà nell'agosto dello stesso anno, ingaggiato dall'Aberdeen. Con i neonati Dons dopo aver ottenuto il settimo posto nella Scottish Division Two 1904-1905, ottiene l'accesso alla massima serie scozzese, nella quale giocherà per quattro stagioni.
Nel maggio 1909 viene ceduto per £800 e Jimmy Soye agli inglesi del Newcastle Utd, con cui vince la FA Cup 1909-1910, nella quale gioca entrambe le finali, e la FA Cup 1923-1924. In campionato invece il miglior piazzamento sarà il terzo posto ottenuto nella First Division 1911-1912.
Low rimarrà in forza ai Magpies sino al 1924, pur con l'interruzione di cinque anni dovuta alla prima guerra mondiale. Con 43 presenze è il sesto giocatore del Newcastle per presenze nella FA Cup.
Durante la guerra ha militato nei tornei di guerra nel Fulham e nella rappresentanza calcistica della British Army.
Lasciato il calcio giocato, dopo alcune brevi esperienza come allenatore o assistente allenatore, diventa sino alla morte uno dei curatori del campo di gioco dei Magpies.

### Nazionale
Low ha giocato tra il 1911 ed il 1920 5 incontri con la nazionale di calcio della Scozia, con cui vince il Torneo Interbritannico 1912, a pari merito con l'Inghilterra.

## Statistiche

### Cronologia presenze e reti in nazionale
| Cronologia completa delle presenze e delle reti in nazionale ― Scozia | Cronologia completa delle presenze e delle reti in nazionale ― Scozia | Cronologia completa delle presenze e delle reti in nazionale ― Scozia | Cronologia completa delle presenze e delle reti in nazionale ― Scozia | Cronologia completa delle presenze e delle reti in nazionale ― Scozia | Cronologia completa delle presenze e delle reti in nazionale ― Scozia | Cronologia completa delle presenze e delle reti in nazionale ― Scozia | Cronologia completa delle presenze e delle reti in nazionale ― Scozia |
| Data                                                                  | Città                                                                 | In casa                                                               | Risultato                                                             | Ospiti                                                                | Competizione                                                          | Reti                                                                  | Note                                                                  |
| --------------------------------------------------------------------- | --------------------------------------------------------------------- | --------------------------------------------------------------------- | --------------------------------------------------------------------- | --------------------------------------------------------------------- | --------------------------------------------------------------------- | --------------------------------------------------------------------- | --------------------------------------------------------------------- |
| 6-3-1911                                                              | Cardiff                                                               | Galles                                                                | 2 – 2                                                                 | Scozia                                                                | Torneo Interbritannico 1911                                           | -                                                                     |                                                                       |
| 1°-4-1911                                                             | Liverpool                                                             | Inghilterra                                                           | 1 – 1                                                                 | Scozia                                                                | Torneo Interbritannico 1911                                           | -                                                                     |                                                                       |
| 16-3-1912                                                             | Belfast                                                               | Irlanda                                                               | 1 – 4                                                                 | Scozia                                                                | Torneo Interbritannico 1912                                           | -                                                                     |                                                                       |
| 13-3-1912                                                             | Glasgow                                                               | Scozia                                                                | 3 – 0                                                                 | Irlanda                                                               | Torneo Interbritannico 1920                                           | -                                                                     |                                                                       |
| 10-4-1920                                                             | Sheffield                                                             | Inghilterra                                                           | 5 – 4                                                                 | Scozia                                                                | Torneo Interbritannico 1920                                           | -                                                                     |                                                                       |
| Totale                                                                |                                                                       | Presenze                                                              | 5                                                                     |                                                                       | Reti                                                                  | 0                                                                     |                                                                       |

## Palmarès

### Club
- Coppa d'Inghilterra: 1

Newcastle Utd: 1909-1910, 1923-1924

### Nazionale
- Torneo Interbritannico: 1

1912 (ex aequo)